# Sekundærrute 179
De Sekundærrute 179 is een secundaire weg in Denemarken. De weg loopt van Lustrup via Toftlund naar Kliplev. De Sekundærrute 179 loopt door Zuid-Denemarken en is ongeveer 60 kilometer lang.